# Camptomyia pseudotsugae
Camptomyia pseudotsugae är en tvåvingeart som beskrevs av Hedlin och Johnson 1968. Camptomyia pseudotsugae ingår i släktet Camptomyia och familjen gallmyggor.
Artens utbredningsområde är British Columbia. Inga underarter finns listade i Catalogue of Life.